# FC Hermannstadt
Az Asociația Fotbal Club Hermannstadt, ismertebb nevén FC Hermannstadt, Hermannstadt vagy egyszerűen Sibiu, egy román labdarúgócsapat, amely a Liga I-ben szerepel. Székhelye Szeben megyében, azon belül Nagyszeben városában (németül: Hermannstadt) található.
A csapatot 2015-ben alapították, és a negyedik osztályban indult. A Hermannstadt név a város nevének német nyelvű megfelelője (Hochdeutsch). A piros-feketék egymást követően lépkedtek felfelé osztályokat, és 2018-ban feljutottak a Liga I-be, a román labdarúgó-bajnoki rendszer legmagasabb szintjére.
Ugyanebben az évben bejutottak a Román Kupa döntőjébe is, ahol 2–0-s vereséget szenvedtek az Universitatea Craiova csapatától.

## Stadion
Hazai mérkőzéseiket a Municipal stadionban játsszák. A stadion 1927-ben épült, és korábban több helyi csapatnak is a hazai pályájaként szolgált. 2018-ban megkezdődtek a munkálatok a stadion felújításához, addig a hazai meccseiket a Stadionul Gaz Metan pályán, Medgyesben játszotta a csapat. Az építkezést 2022-ben fejezték be. A felújított stadiont 2022. december 10-én avatták fel, az FC Hermannstadt – Farul Constanța román bajnoki mérkőzésen.

## Szurkolók
Átlagosan körülbelül 6000 szurkoló látogat ki a csapat hazai meccseire. A klubnak van egy szurkolói csoportja is, amely 2017 szeptemberében, az ASU Politehnica Timișoara elleni mérkőzésen alakult. A csoport neve D'acii. A nevük egy szójátékból ered, a dacii ("a dákok") és a d-aci szóból, ami a de aici (jelentése "innen") rövidítése.

## Riválisok
A csapat legnagyobb riválisa a környékbeli Gaz Metan Mediaș volt. A mérkőzést gyakran "Szeben megye derbijeként" emlegették.

## Játékoskeret
2024. szeptember 9. szerint.
A vastaggal jelzett játékosok felnőtt válogatottsággal rendelkeznek.
A dőlttel jelzett játékosok kölcsönben szerepelnek a klubnál.
Az érték oszlopban szereplő , , és = jelek azt mutatják, hogy a Transfermarkt legutóbbi adatfrissítése előtti állapothoz képest mennyit  nőtt, csökkent a játékos értéke, vagy ha nem változott, akkor azt az = jel mutatja.
| Mezszám       | Név               | Nemzetiség      | Születési hely | Születési idő (kor)            | Korábbi csapat        | Érték (€)            | Szerződés lejárta |
| Kapusok       | Kapusok           | Kapusok         | Kapusok        | Kapusok                        | Kapusok               | Kapusok              | Kapusok           |
| ------------- | ----------------- | --------------- | -------------- | ------------------------------ | --------------------- | -------------------- | ----------------- |
| 25            | Cătălin Căbuz     | román           | Felek          | 1996. június 18. (28 éves)     | CFR Cluj              | 750 000 ( 50 000)    | 2027.06.30.       |
| 31            | Vlad Muțiu        | román           | Nagybánya      | 1995. február 2. (30 éves)     | Univ. Cluj            | 150 000 ( 50 000)    | 2025.06.30.       |
| 22            | Ionuț Pop         | román           | Nagyvárad      | 1997. augusztus 1. (27 éves)   | CSA Steaua București  | 50 000 ( 75 000)     | Nem publikus      |
| Védők         |                   |                 |                |                                |                       |                      |                   |
| 4             | Ionuț Stoica      | román           | Râmnicu Vâlcea | 1988. január 6. (37 éves)      | Mioveni               | 200 000 ( 50 000)    | 2025.06.30.       |
| 5             | Florin Bejan      | román           | Mangalia       | 1991. március 28. (33 éves)    | Dinamo București      | 250 000 ( 50 000)    | 2025.06.30.       |
| 27            | Valerică Găman    | román           | Băilești       | 1989. február 25. (36 éves)    | Univ. Craiova         | 200 000 ( 100 000)   | Nem publikus      |
| 2             | Vahid Selimović   | LUX · szerb     | Luxembourg     | 1997. április 3. (27 éves)     | Željezničar           | 150 000 (=)          | 2026.06.30.       |
| 98            | Kevin Ciubotaru   | román           | Róma           | 2004. február 2. (21 éves)     | Rangers B             | 150 000 (=)          | 2026.06.30.       |
| 15            | Tiago Gonçalves   | portugál        | Cascais        | 2000. augusztus 18. (24 éves)  | Belenenses            | 125 000 ( 75 000)    | Nem publikus      |
| 66            | Tiberiu Căpușă    | román           | Bákó           | 1998. április 6. (26 éves)     | UTA Arad              | 750 000 ( 150 000)   | Nem publikus      |
|               | Răzvan Călugăr    | román           |                | 2006. április 6. (18 éves)     | Universitatea Cluj    | 25 000 (=)           | 2029.06.30.       |
|               | Nana Antwi        | ghánai · örmény | Accra          | 2000. augusztus 10. (24 éves)  | FCSB                  | 350 000 ( 50 000)    | 2025.06.30.       |
| Középpályások |                   |                 |                |                                |                       |                      |                   |
| 24            | Antoni Ivanov     | bolgár          | Szófia         | 1995. szeptember 11. (29 éves) | Lokomotiv Szofija     | 400 000 ( 50 000)    | 2025.06.30.       |
| 8             | Alessandro Murgia | olasz           | Róma           | 1996. augusztus 9. (28 éves)   | SPAL                  | 500 000 (=)          | 2025.06.30.       |
| 29            | Ciprian Biceanu   | román           | Pitești        | 1994. február 26. (31 éves)    | Concordia Chiajna     | 350 000 (=)          | 2025.06.30.       |
| 17            | Dragoș Iancu      | román           | Bánffyhunyad   | 2002. szeptember 29. (22 éves) | Gaz Metan Mediaș      | 300 000 ( 50 000)    | 2024.06.30.       |
| 97            | Alexandru Jipa    | román           | Târgoviște     | 2002. szeptember 14. (22 éves) | Chindia Târgoviște    | 400 000 ( 100 000)   | 2026.06.30.       |
| 10            | Cristian Neguț    | román           | Ploiești       | 1995. december 9. (29 éves)    | Chindia Târgoviște    | 550 000 (=)          | 2025.06.30.       |
| 6             | Kalifa Kujabi     | Gambia · olasz  | Abuko          | 2000. március 5. (25 éves)     | CFR Cluj              | 75 000 (=)           | Nem publikus      |
| 77            | Ronaldo Deaconu   | román           | Bukarest       | 1997. május 13. (27 éves)      | Farul Constanța       | 500 000 ( 50 000)    | 2026.06.30.       |
| 33            | Alexandru Luca    | román           | Nagyszeben     | 2004. április 26. (20 éves)    | ACS Mediaș            | 125 000 ( 75 000)    | 2027.06.30.       |
| 20            | Ianis Gandila     | román           | Nagyszeben     | 2006. január 16. (19 éves)     | Inter Sibiu U19       | - ( 10 000)          | 2026.06.30.       |
| Támadók       |                   |                 |                |                                |                       |                      |                   |
| 96            | Silviu Balaure    | román           | Szörényvár     | 1996. február 6. (29 éves)     | Astra Giurgiu         | 650 000 (=)          | 2025.06.30.       |
| 51            | Alexandru Oroian  | román · lengyel | Medgyes        | 2001. január 27. (24 éves)     | UTA Arad              | 500 000 (=)          | 2025.06.30.       |
| 7             | Ianis Stoica      | román           | Bukarest       | 2002. december 8. (22 éves)    | FCSB                  | 1 200 000 ( 200 000) | 2027.06.30.       |
| 45            | Robert Popescu    | román           | Craiova        | 2003. március 9. (22 éves)     | Voluntari             | 350 000 ( 100 000)   | 2025.06.30.       |
| 23            | Ianis Mihart      | román           | Ploiești       | 2004. szeptember 23. (20 éves) | CSM Focșani           | - ( 100 000)         | 2027.06.30.       |
| 16            | Jovan Marković    | román · szerb   | Belgrád        | 2001. március 23. (23 éves)    | Universitatea Craiova | 1 000 000 (=)        | 2025.06.30.       |
| 9             | Aurelian Chițu    | román           | Țăndărei       | 1991. március 25. (33 éves)    | FC U Craiova 1948     | 450 000 ( 150 000)   | 2026.06.30.       |
| 11            | Sergiu Buș        | román           | Kolozsvár      | 1992. november 2. (32 éves)    | Corvinul Hunedoara    | 250 000 ( 50 000)    | Nem publikus      |

## Sikerlista

### Hazai

#### Liga
- Liga II
  - Ezüstérmes (2): 2017–18, 2021–22
- Liga III
  - Győztes (1): 2016–17
- Liga IV – Szeben megye
  - Győztes (1): 2015–16

#### Kupa
- Román kupa
  - Ezüstérmes (1): 2017–18

## Híres játékosok
Románia
- Claudiu Belu
- Ștefan Blănaru
- Cătălin Căbuz
- Andrei Cordea
- Alexandru Curtean
- Răzvan Dâlbea
- Alexandru Dandea
- Lucian Dumitriu
- Srdjan Luchin
- Alexandru Mățel
- Ionuț Năstăsie
- Raul Opruț
- Alexandru Răuță
- Bogdan Rusu
- Daniel Tătar

Brazília
- Jô Santos
- Romário Pires

Bulgária
- Plamen Iliev

Kongó
- Juvhel Tsoumou

Horvátország
- Gabriel Debeljuh
- Karlo Letica

Elefántcsontpart
- Ousmane Viera

Portugália
- Cristiano
- David Caiado
- Yazalde

Svájc
- Goran Karanović

## Híres edzők
- Rubén Albés
- Liviu Ciobotariu
- Costel Enache
- Vasile Miriuță
- Eugen Neagoe
- Alexandru Pelici

## Vezetőség és szakmai stáb
| Beosztás            | Név                         |
| ------------------- | --------------------------- |
| Tulajdonos          | Nagyszeben önkormányzata    |
| Végrehajtó Elnök    | Dănuț Coman                 |
| Elnök               | Claudiu Rotar               |
| Elnökségi tagok     | Ștefan Băcilă Claudiu Rotar |
| Sportigazgató       | Radu Neguț                  |
| Csapatmenedzser     | Dănuț Perjă                 |
| Biztonsági igazgató | Valentin Bisericescu        |
| Sajtófőnök          | Cosmin Călinescu            |

| Beosztás      | Név                               |
| ------------- | --------------------------------- |
| Vezetőedző    | Marius Măldărășanu                |
| Másodedző     | Valentin Negru Laurențiu Costache |
| Kapusedző     | Florin Berța                      |
| Erőnléti edző | Sergiu Coc                        |
| Gyógytornász  | George Halmaghi                   |
| Csapatorvos   | Dragomir Rusu                     |
| Masszőr       | Mircea Fățan                      |

## Statisztikák
| Szezon  | Bajnokság | Helyezés | Megjegyzés | Román kupa  |
| ------- | --------- | -------- | ---------- | ----------- |
| 2024–25 | Liga I    |          |            |             |
| 2023–24 | Liga I    | 9.       |            | Negyeddöntő |
| 2022–23 | Liga I    | 11.      |            | Negyeddöntő |
| 2021–22 | Liga II   | 2.       | Feljutott  | Legjobb 16  |
| 2020–21 | Liga I    | 14.      | Kiesett    | Legjobb 32  |
| 2019–20 | Liga I    | 8.       |            | Negyeddöntő |

| Szezon  | Bajnokság          | Helyezés | Megjegyzés        | Román kupa  |
| ------- | ------------------ | -------- | ----------------- | ----------- |
| 2018–19 | Liga I             | 12.      | Rájátszás-győztes | Negyeddöntő |
| 2017–18 | Liga II            | 2.       | Feljutott         | Döntő       |
| 2016–17 | Liga III (Seria V) | 1.       | Feljutott         |             |
| 2015–16 | Liga IV (SB)       | 1.       | Feljutott         |             |

## Fordítás
- Ez a szócikk részben vagy egészben  a   FC Hermannstadt című angol Wikipédia-szócikk fordításán alapul.  Az eredeti cikk szerkesztőit annak laptörténete sorolja fel. Ez a jelzés csupán a megfogalmazás eredetét és a szerzői jogokat jelzi, nem szolgál a cikkben szereplő információk forrásmegjelöléseként.